# Izabella (radioodbiornik)
Izabella – pierwszy polski odbiornik radiowy z zakresem UKF zbudowany na tranzystorach. wyprodukowany w Bydgoszczy przez Zakłady Radiowe Eltra.
Izabella MOT-664 powstała w roku 1969 jako pierwszy przenośny odbiornik radiowy wyposażony w zakres UKF z modulacją częstotliwości (FM). Eltra produkowała małe odbiorniki tranzystorowe, ale dotychczasowe modele nie umożliwiały odbioru stacji na zakresie UKF. Wprowadzając Izabellę Eltra wyprzedziła dzierżoniowskie zakłady Diora, które opracowywały wtedy nieco większy odbiornik Ewa. Tranzystory niezbędne do budowy głowicy UKF i wzmacniacza pośredniej częstotliwości 10.7 MHz nie były produkowane w Polsce i pochodziły z importu. We wzmacniaczu małej częstotliwości zastosowano tranzystory produkowane w Tewie.
Bezpośrednim następcą Izabelli był odbiornik Laura (i modyfikacja Laura 2). Różni się od niej przede wszystkim dodanym zakresem krótkofalowym (5,8 do 10,5 MHz) i lepszym wzmacniaczem małej częstotliwości – dodano jeden stopień napięciowy, a w stopniu końcowym zastosowano germanowe tranzystory AD365 (TG60).

## Podstawowe parametry i właściwości
| tranzystory:          | 3*SFT316, TG5, TG3A, 2*TG50, AF106, SFT357.                                                                   |
| diody germanowe:      | 6 x DOG56 lub DOG52                                                                                           |
| zakresy fal:          | długie: 2000..1053m (150..285 kHz) średnie 571,4..187m (525..1605 kHz) ultrakrótkie: 4.55..4.12m (66..73 MHz) |
| zasilanie:            | 9V – 2 baterie 3R12.                                                                                          |
| elementy regulacyjne: | pokrętła strojenia, regulacji siły głosu, barwy tony, klawiszowy wyłącznik i przełącznik zakresów fal.        |